# HD 36058
HD 36058，又名BD-03 1115，SAO 132157、HR 1826，是一颗恒星，视星等为6.39，位于銀經206.28，銀緯-19.83，其B1900.0坐标为赤經5h 23m 57.3s，赤緯-3° -19.83′ 18″。